# 半边莲
半邊蓮（學名：Lobelia chinensis）屬桔梗科半邊蓮屬。又名為：急解索、細米草、蛇舌草、半邊花、水仙花草、鐮麼仔草等。

## 形態
- 多年生小草本植物。
- 绿色细长的莖，折断时有粘性乳汁渗处，直立或匍匐地面；茎多节，节上有互生的叶片或枝，每节着地都能生细小的不定根。
- 葉互生無柄，狹窄呈披针形或條長形，平滑无毛，全緣或有疏齒。
- 夏季开浅紫色或粉红色花，单生于叶腋；花冠上部五裂，裂片如倒针形，似蓮花瓣，長8～10mm，因花瓣均偏向一側而得名。
- 蒴果倒錐狀。

花期在5月至8月、果期在8月至10月。

## 分布
生長在臺灣、中國長江中下游及其以南各省、及東亞地區等之低海拔濕地。

## 成份
全草主要成分含有多種生物鹼如：山梗菜堿（lobeline）、山梗菜酮堿（lobelanine）、異山梗菜酮堿（isolobelanine）、山梗菜烷啶（lobelanidine），並有皂苷、黃酮類、氨基酸等之反應。

## 用途

### 药用
使用為中藥之一種，亦為50種基本中藥之一。在夏季時全草採收，經過去沙、洗淨、曬乾等之過程成藥。功效為消腫解毒、清熱利尿，可外敷或內服。中醫在傳統上常用之為治療蛇蟲咬傷等之清熱解毒消腫療藥。

## 延伸阅读
[在维基数据编辑]
 《欽定古今圖書集成·博物彙編·草木典·半邊蓮部》，出自陈梦雷《古今圖書集成》
 《植物名實圖考·半邊蓮》，出自吳其濬《植物名實圖考》

## 外部連結
- （英文） Lobelia chinensis information from NPGS/GRIN
- 本草網目(半邊蓮)
- 半邊蓮
- 半邊蓮 Banbianlian （页面存档备份，存于） 藥用植物圖像數據庫 (香港浸會大學中醫藥學院) （中文）（英文）
- 半邊蓮 中藥材圖像數據庫  (香港浸會大學中醫藥學院) （中文）（英文）